# Parsonsia longipetiolata
Parsonsia longipetiolata là một loài thực vật có hoa trong họ La bố ma. Loài này được J.B.Williams mô tả khoa học đầu tiên năm 1996.